# Johnny Walker
Cet article possède un paronyme, voir Johnnie Walker (homonymie).
Pour les articles homonymes, voir Walker.
Johnny Walker, né en 1924 à Indore, et mort le 29 juillet 2003 à Bombay, est un acteur indien.
Il est connu pour avoir tourné dans près de 300 films, principalement des seconds rôles comiques, et aussi pour avoir fait partie de l'équipe Guru Dutt.

## Biographie
De son vrai nom Badruddin Jamaluddin Kazi, Johnny Walker multiplie les petits métiers à Bombay dans les années 1940. Il est chauffeur de bus et distrait les passagers avec sa gouaille. C'est ainsi qu'il va être remarqué par l'acteur et scénariste Balraj Sahni, qui travaille alors sur le scénario de Baazi. Séduit par le personnage, il le présente au réalisateur Guru Dutt qui lui fait passer des essais pour le rôle d'un ivrogne. La légende raconte qu'il fut si convaincant que Guru Dutt s'empressa de le baptiser "Johnny Walker", en référence à la marque de whisky. Ce sera le début d'une longue collaboration entre les deux hommes.
Il épouse en 1955 Noor, la sœur de l'actrice Shakila (en), rencontrée sur le tournage de Mr. & Mrs. 55.
C'est lui qui incarne à l'image (il est doublé par le chanteur de playback Mohammed Rafi) dans le film C.I.D. la fameuse chanson Yeh Hai Bombay Meri Jaan (C'est ça Bombay, ma chérie) qui est devenue l'hymne de la ville de Bombay.

## Filmographie sélective
- 1951 : Baazi, de Guru Dutt
- 1954 : Aar Paar, de Guru Dutt
- 1954 : Taxi Driver, de Chetan Anand
- 1955 : Mr. & Mrs. 55, de Guru Dutt
- 1956 : C.I.D., de Raj Khosla
- 1956 : Chori Chori
- 1957 : Pyaasa (L'assoiffé), de Guru Dutt
- 1957 : Naya Daur
- 1958 : Madhumati, de Bimal Roy
- 1959 : Kaagaz Ke Phool, de Guru Dutt
- 1960 : Mughal-E-Azam, de K. Asif
- 1963 : Mere Mehboob
- 1968 : Shikar, de Atma Ram
- 1971 : Anand
- 1997 : Chachi 420

## Distinctions
- 1959 : Filmfare Award du meilleur acteur dans un second rôle pour Madhumati
- 1969 : Filmfare Award du meilleur acteur pour Shikar